# Jalcophila
Jalcophila là một chi thực vật có hoa trong họ Cúc (Asteraceae).

## Loài
Chi Jalcophila gồm các loài: